# Wauberg
Wauberg is een kerkdorp in de Belgische gemeente Peer.
Voor de afkomst van de naam bestaan verschillende verklaringen: Waldberg (bosberg), Waaienberg (hoogte waar het waait), naar de vroegere schrijfwijze Waayenberg; mogelijk stamt het af van het Keltische wehra, dat bron betekent.
Aan de Muntstraat bevindt zich de Sint-Jozefkerk, een modernistisch kerkgebouw uit 1963, ontworpen door architect Reynaerts. Het is een eenvoudige bakstenen kerk onder plat dak, met enkele glaswanden en rechthoekige klokkentoren op het dak, bekroond door een ijzeren kruis. In 1966 werd Wauberg een zelfstandige parochie.

## Natuur en landschap
Wauberg ligt op de waterscheiding tussen Maas en Schelde, op een hoogte van ongeveer 75 meter, op één der hoogste punten van het Kempens Plateau. Ten zuiden van Wauberg ontspringt de Dommel. Ook de Bullenbeek, een zijbeek van de Abeek, ontspringt daar. Iets meer naar het westen ten slotte, ontspringt er de Bolissenbeek.

## Siberië
Van belang is het domein "Siberië", dat zich ten zuiden van Wauberg bevindt. Dit domein werd gesticht in 1909 door Armand Denisty, een Brusselse arts. Zijn vrouw, mevr. Sohie, was afkomstig uit Hoeilaart en haar familie was gespecialiseerd in druiventeelt. Een terrein van 580 ha werd ontgonnen, geëgaliseerd en omgevormd tot een -zeker voor die tijd- zeer grootschalig landbouwgebied. Centraal kwam de Middendijk te liggen, waarover zelfs een smalspoorbaantje werd aangelegd. Er kwam een modelboerderij die werkgelegenheid bood aan 250 mensen, en er werden allerlei voorzieningen aangelegd, waaronder een winkel, een wasserij, een smidse, een zagerij en allerlei stallen en schuren. In 1922 werden 50 kassen voor de druiventeelt gebouwd en er werd zelfs een vliegveldje aangelegd om de druiven te vervoeren. Er kwam een schooltje. Ook was er een -voor die tijd- aanzienlijke veestapel.
Tijdens de Tweede Wereldoorlog moest Armand Denisty echter koolzaad voor de bezetter verbouwen. Het bedrijf ging te gronde en in 1949 verliet Armand het bedrijf, om in 1953 te overlijden.
Sindsdien is het een grootschalig landbouwgebied gebleven, waarvan echter vooral de grootschalige snijmaïsteelt zich meester heeft gemaakt. De riviertjes ontspringen er als smalle geultjes.

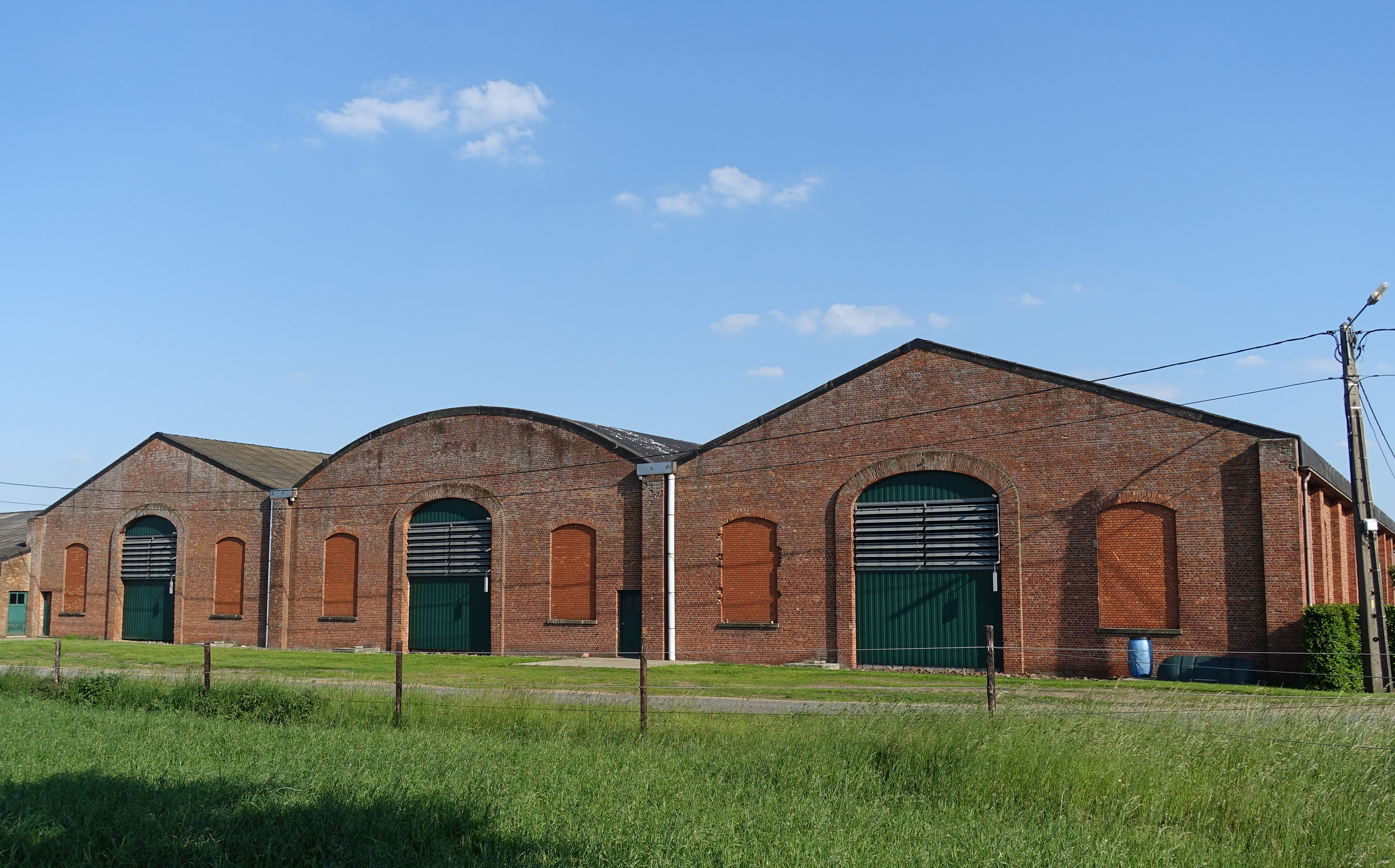
Schuren van Domein Siberië van rond 1910

## Bron
- Agentschap Onroerend Erfgoed 2021: Domein Siberië

Deelgemeenten: Grote-Brogel · Kleine-Brogel · Peer · Wijchmaal

Kerkdorpen: Erpekom · Linde · Wauberg

Belgische gemeenten · Arrondissement Maaseik · Limburg · Vlaanderen